# World of Warcraft: Trading Card Game
World of Warcraft: Trading Card Game é um jogo de cartas colecionáveis, baseado no MMORPG World of Warcraft, publicado inicialmente pela Upper Deck Entertainment em 2006.
Num torneio realizado em 2007, o francês  Guillaume Matignon conquistou um prêmio de US$ 100 mil, o maior já pago numa competição desse gênero segundo o Guiness Book.